# シンプリチウスとファウスティヌスとベアトリス
シンプリチウス（Simplicius）とファウスティヌス（Faustinus）、そしてベアトリス（Beatrice）は、カトリック教会の聖人及び殉教者（302年または303年没）である。記念日は7月29日。シンプリチウスはシンプリキウス、シンプリキアヌス（Simplicianus）、ベアトリスはベアトリクス（Beatrix）、ウィアトリクス（Viatrix）とも表記される。

## 生涯
次のような聖人伝が伝えられている。
シンプリチウスとファウスティヌスはディオクレティアヌス統治下のローマ帝国において、拷問を受け、こん棒で殴られたのちに斬首され、遺体はテヴェレ川に投げ込まれて殉教した。妹のベアトリスは彼らの遺体を川から引き上げ、埋葬した。そののち7ヵ月ほど、ベアトリスはルキナ (Lucina) という敬虔なキリスト教徒と隠れて暮らしていたが、兄弟の領地を狙っていた都長官のルクレティウスはベアトリスを捕縛し、非キリスト教の神に捧げものをするように命じ、彼女が断るとその夜のうちに兵士に命じて絞殺させた。ルキナは彼女の遺体を盗み出し、2人の兄弟とともに埋葬した。
領地を手に入れたルクレティウスは宴会を催し、殉教者たちを笑いものにしていたが、その場にいた赤ん坊が「都長官は人を殺して領地を奪った。悪魔の手に落ちた」と叫ぶと、ルクレティウスは悪魔に取りつかれ苦しみ死んだ。
これらの聖人伝の他に、3人についての記録は残されていない。

## 聖遺物
ローマ郊外の地下墓地に3人の姿が描かれているフレスコ画がある墓があり、保存されている。また、レオ2世によって彼らの聖遺物は聖パウロ教会に移され安置されたが、のちに聖遺物の大半はサンタ・マリア・マッジョーレ大聖堂に運ばれた。